# Vickers Windsor
Виккерс Виндзор или Тип 447 (англ. Vickers Windsor or Type 447) — британский четырёхмоторный тяжёлый бомбардировщик времён Второй мировой войны, разработанный Барнсом Уоллесом.

## Применение
Было построено 3 прототипа (оригинальный 447-й и два других, названных Type 457 и Type 461). Улучшения в конструкции уже выпускавшегося бомбардировщика Avro Lancaster позволили ему выполнять те задачи, ради которых создавался «Виндзор». Первые полёты этих прототипов состоялись 23.10.1943, 15.02.1944 и 11.07.1944, соответственно. Все три строились на предприятиях секретного экспериментального отдела «Фоксуоррен» компании Виккерс, расположенных между Бруклендсом и соседним Кобхэмом. Два последних прототипа испытывались до конца войны, когда проект был закрыт..

## Модификации
Type 447
Первый прототип DW506, двигатели Rolls-Royce Merlin 65 (1315 л. с. / 981 кВт).
Type 457
Второй прототип serialled DW512, двигатели Merlin 85 engines (1635 л. с. / 1219 кВт).
Type 461
Третий прототип NK136, двигатели Merlin 85, 2 × 2×20 мм пушки Hispano.

## Тактико-технические характеристики
Приведены данные серийного Windsor (DW506).
Источник данных: Andrews, 1969.

Технические характеристики
- Экипаж: 4
- Длина: 23,43 м
- Размах крыла: 35,71 м
- Высота: 7,01 м
- Площадь крыла: 116 м²
- Масса пустого: 17548 кг
- Максимальная взлётная масса: 24545 кг
- Силовая установка: 4 × жидкостного охлаждения V-образных 12-цилиндровых Rolls-Royce Merlin 65
- Мощность двигателей: 4 × 1635 л. с. (4 × 1220 кВт)

Лётные характеристики
- Максимальная скорость: 510 км/ч на высоте 7010 м
- Практическая дальность: 4653 км (с бомбовой нагрузкой 3600 кг)
- Практический потолок: 8300 м
- Скороподъёмность: 6,4 м/с
- Нагрузка на крыло: 211,6 кг/м²
- Тяговооружённость: 199 Вт/кг

Вооружение
- Стрелково-пушечное: 2 × 2×20 мм пушки Hispano в дистанционных турелях в хвосте гондол шасси
- Боевая нагрузка: 6800 кг

## Эксплуатанты
Великобритания
- ВВС Великобритании